# Cyathea viguieri
Cyathea viguieri är en ormbunkeart som beskrevs av Tard. Cyathea viguieri ingår i släktet Cyathea och familjen Cyatheaceae. Inga underarter finns listade.